# Enquête générale

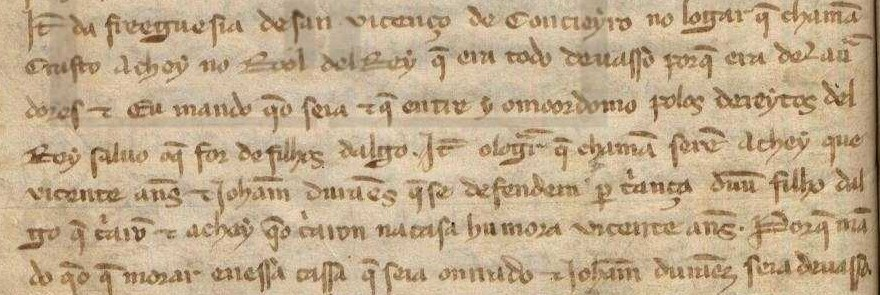
Extrait de L'enquête générale du village de Ponte (Vila Verde) de 1288, ordonnée par le roi Denis Ier.

Une enquête générale (en portugais : Inquirição Geral) était un procédé administratif utilisé aux XIIIe et XIVe siècles au Portugal.
Instituée par un roi, dont le premier fut Alphonse II en 1220, elle servait à recenser la nature des possessions royales ainsi qu'à reprendre possession, le cas échéant, de ce qui avait été illégalement volé à la couronne par le clergé et la noblesse.
De nouvelles enquêtes générales furent ordonnées par Alphonse III, en 1258, résultant en la compilation d'une multitude d'informations indispensables pour étudier l'histoire médiévale du Portugal. Elles servirent aussi à affirmer le pouvoir royal face au clergé, mais résultèrent en l'excommunication du roi par le pape Grégoire X en 1276.
Denis Ier en fit également usage à plusieurs reprises comme forme d'exercice de son pouvoir, ainsi qu'afin d'identifier les cas d'abus. Il en ordonna la tenue à cinq reprises : en 1284, en 1288, en 1301, en 1303 (complétées en 1304) ainsi qu'en 1307 (complétées en 1311).
Enfin, Alphonse IV en fit usage à une reprise, en 1343. C'est la dernière fois de l'Histoire qu'un roi portugais en ordonna la tenue.

### Sources de traduction
- (pt)/(en) Cet article est partiellement ou en totalité issu des articles intitulés en portugais « Inquirições Gerais » (voir la liste des auteurs) et en anglais « Inquirições » (voir la liste des auteurs).